# Нимаха (окръг, Небраска)
Вижте пояснителната страница за други значения на Нимаха.
Окръг Нимаха (на английски: Nemaha County) е окръг в щата Небраска, Съединени американски щати. Площта му е 1067 km², а населението - 7576 души (2000). Административен център е град Обърн.